# Guntis Ulmanis
Guntis Ulmanis (ur. 13 września 1939 w Rydze) – łotewski polityk i ekonomista, poseł na Sejm, prezydent Łotwy w latach 1993–1999.

## Życiorys
Jest synem bratanka Kārlisa Ulmanisa, przedwojennego przywódcy Łotwy. Po zajęciu Łotwy przez sowietów został zesłany z całą rodziną na Syberię. Powrócił na Łotwę w 1948 z zakazem zamieszkania w Rydze. Studiował ekonomię w Uniwersytecie Łotwy w Rydze, po studiach odbył służbę wojskową. W latach 1965–1989 był członkiem Komunistycznej Partii Łotwy. Pracował jako ekonomista w przedsiębiorstwach budowlanych i w służbach miejskich. Krótko pełnił funkcję wiceprzewodniczącego komitetu planowania w Rydze. Był wykładowcą na macierzystej uczelni oraz w Ryskim Instytucie Politechnicznym.
Po przemianach politycznych dołączył do Łotewskiego Związku Rolników (LZS), reaktywowanego po 50 latach okupacji sowieckiej, pełnił obowiązki honorowego przewodniczącego partii. W 1992 wszedł w skład rady Banku Łotwy. W 1993 uzyskał mandat posła na Sejm V kadencji z ramienia LZS. W tym samym roku wybrany przez Sejm na prezydenta państwa, pozostał nim przez dwie kadencje do 1999.
W 2000 założył fundację własnego imienia (Prezidenta Ulmaņa fonds). Był dyrektorem generalnym komitetu organizującego Mistrzostwa Świata w Hokeju na Lodzie w 2006. Został udziałowcem i członkiem władz klubu hokejowego Dinamo Ryga. W wyborach w 2010 uzyskał jeden z ośmiu mandatów w Sejmie, które przypadły komitetowi O lepszą Łotwę; wykonywał go do 2011.

## Odznaczenia
- Order Trzech Gwiazd (Łotwa)
- Order Witolda Wielkiego I klasy (Litwa, 1996)
- Order Słonia (Dania, 1997)[1]
- Order Orła Białego (Polska, 1997)[2]
- Order Białej Róży Finlandii I klasy (Finlandia, 1997)
- Medal Rady Bałtyckiej (2011)[3]

## Życie prywatne
Żonaty z Ainą Ulmane (od 1962), mają córkę Guntrę i syna Alvilsa.